# Grace Geyoro
Grace Geyoro, född 2 juli 1997 i Kolwezi, är en fransk-kongolesisk fotbollsspelare (mittfältare) som representerar Paris Saint-Germain och det franska landslaget. Hon var med i den landslagstrupp som spelade Europamästerskapet i England år 2022 och blev bland annat tremålsskytt i landets inledande gruppspelsmatch mot Italien.